# Aiax din Salamina
Aiax din Salamina sau Ajax (în limba greacă Αιας) este regele Salaminei, fiul lui Telamon și un important erou din mitologia greacă. El joacă un rol semnificativ în epopeea lui Homer, Iliada, dar și în celelalte epopei care prezintă războiul troian. Pentru a fi deosebit de Aiax din Locres, fiul lui Oileu, acest erou este numit adesea Marele Aiax sau Aiax Telamonianul.
O legendă consemnează că atunci când Heracles pregătea expediția împotriva cetății Troia a venit să îl invite pe Telamon să ia parte la această aventură și l-a găsit pe acesta petrecând. Heracles l-a rugat atunci pe Zeus să-i ofere lui Telamon un fiu la fel de viteaz ca tatăl său și la fel de puternic ca blana leului cu care era înveșmântat. Auzindu-i ruga, Zeus i-a trimis ca semn un vultur (de aici provine și numele copilului, Aiax, nume care se aseamănă cu αιτoς, vultur). După o altă versiune, Aiax se născuse deja când a venit Heracles, care l-a înfășurat în blana de leu și i-a cerut lui Zeus să îl facă invulnerabil. Copilul a devenit într-adevăr invulnerabil, însă cu excepția părților trupului unde Heracles își ținea tolba cu săgeți: umăr, șold și subsuoară.
În Iliada, Aiax este descris ca fiind, după vărul său Ahile, cel mai puternic, mai viteaz și mai înalt dintre ahei și cel mai bun la mânuirea armelor. A fost crescut și antrenat împreună cu Ahile de centaurul Chiron, la fel ca tatăl său Telamon și fratele acestuia Peleus (tatăl lui Ahile; Aiax și Ahile fiind veri). După Ahile, Aiax este cel mai valoros luptător din armata lui Agamemnon, chiar dacă el nu are înțelepciunea lui Nestor, Idomeneus sau Ulise. Armele lui Aiax sunt un topor uriaș și un scut format din șapte piei de bou suprapuse. Al optulea strat, cel din exterior era făcut din bronz. Pe tot cuprinsul Iliadei, Aiax rămâne nevătămat în lupte, iar dintre protagoniștii războiului troian este singurul care nu primește vreun ajutor divin. El întrupează toate virtuțile unui războinic desăvârșit: perseverență, demnitate și vitejie.
Aiax se face remarcat în Iliada mai ales pentru forța și curajul său nemărginit, calități care ies cel mai mult în evidență în două lupte împotriva lui Hector. Desemnat de soartă să lupte singur cu prințul troian, Aiax îl doboară pe acesta cu o piatră, dar înfruntarea este oprită de crainici, fără să fi existat un învingător și un învins. Mai târziu, Aiax este trimis în solie la Ahile, pentru a încerca să îl convingă să reintre în război și îi reproșează eroului mirmidon egoismul și încăpățânarea acestuia de a nu lupta. A doua confruntare dintre Aiax și Hector are loc abia mai târziu, atunci când Hector pătrunde în tabăra aheilor pentru a distruge o parte din corăbiile grecești. În Cartea a XIV-a, Aiax aruncă o piatră gigantică spre Hector și aproape îl ucide, însă troianul este readus în simțiri de zeul Apollo și își continuă ofensiva. Mânuind doar o lance, Aiax reușește să salveze corăbiile aheilor de atacul troienilor. În Cartea a XVI-a, deși nu este rănit, Aiax este dezarmat de Hector, care îi frânge lancea și de aceea el se retrage din luptă, recunoscând voința zeilor. Nu va reintra în scenă decât după moartea lui Patrocles.
Tot Aiax este cel care recuperează trupul lui Patrocles de la Hector, cu ajutorul lui Menelau, însă nu reușește să ia de la troieni și armura acestuia pe care o primise de la Ahile.
În timpul jocurilor funebre organizate de Ahile, Aiax se luptă cu Ulise, însă nici unul nu este învingător. Același lucru se întâmplă și în luptele de scrimă cu Diomede.
Mai târziu, după ce Ahile este ucis de Paris cu ajutorul lui Apollo, Aiax și Ulise se vor strădui să protejeze trupul acestuia de troieni. Aiax îi ține la distanță pe dușmani cu toporul său, în timp ce Ulise reușește să ducă trupul în carul său de luptă și să-l salveze. Atât Aiax cât și Ulise vor pretinde să primească armura lui Ahile ca răsplată pentru eforturile lor. În cele din urmă, după lungi dezbateri, armura îi revine lui Ulise. Înnebunit de furie, Aiax măcelărește un grup de oi, crezând că sunt niște ostași ahei. Ura lui se îndreaptă mai ales către Agamemnon și Ulise. Când își revine din starea de nebunie, își dă seama că preferă să moară decât să trăiască restul vieții în rușine. El se sinucide cu sabia pe care o primise de la Hector când cei doi au făcut schimb de obiecte (Odiseea, 11.541). Din sângele lui Aiax răsare o floare roșie, care la fel ca în cazul lui Hiacintos, poartă pe frunzele ei o parte din numele eroului, Ai, litere care sunt de asemenea și o expresie a durerii, a tristeții sau a bocetului (Pausanias 1.35.4). Aiax nu este ars pe rug după obicei, ci așezat într-un coșciug și înmormântat. I se aduceau anual onoruri divine la Salamina. O altă variantă a mitului spune că Aiax a fost incinerat, iar cenușa lui a fost pusă într-o urnă de aur, îngropată într-un promontoriu de la intratrea în Hellespont. Despre moartea lui Aiax se vorbește de asemenea în Metamorfozele lui Ovidiu.